# Siglo XX
Siglo XX was een Belgische newwavegroep uit de jaren tachtig, afkomstig uit Genk.
De groep, die haar naam ontleende aan een Boliviaanse kopermijn waar sociale onrust was, geldt als een van de krachtigste vertegenwoordigers van de Belgische wave. Het vijftal bracht in 1980 in eigen beheer een eerste single uit, 'The Naked and the Death', een semi-dodenmars die de toon voor hun verdere œuvre zette. Van 1982 tot 1986 werkten ze voor het label Antler; tussen 1987 en 1989 brachten ze hun werk op PIAS uit.
De stijl wordt wel tot de Cold wave gerekend en vertoont, zoals ze zelf ook onderkenden, sterke invloed van Joy Division. Het is zwarte, sombere muziek die koelte en afstandelijkheid evoceert. Ofschoon ze geen zeer groot publiek bereikten, bekleedt hun werk binnen het genre een onvervalste cultstatus, met bijzonder beklijvende nummers als 'Art of War', 'Dreams of Pleasure' en 'Obsession'. In de loop van de jaren tachtig werd de sfeer van hun werk alsmaar grimmiger en verwerd tot bittere darkwave.
De songs van Siglo XX zijn over het algemeen relatief moeilijk te vinden; de schaarsheid van hun werk heeft tot hun mysterieuze imago bijgedragen.

## Bezetting
- Erik Dries, "zang"
- Antonio Palermo, "gitaar"
- Dirk Chauvaux, "gitaar, bas"
- Klaas Hoogerwaard, "drums"
- Chris Nelis, "synth" (1980-1982)
- Guido Bos, "bas" (1978-1984)

## Discografie

### The Naked And The Death(7" - 1980)
1. The Naked And The Death
2. Lines Of Hope
3. Individuality

### Straatlawaaiproducties(K7 - 1981)
1. Whispers
2. Fall
3. Obsession
4. Future
5. Factory
6. Calculated Mistakes
7. Good News
8. Progress
9. Caraïbean Nightmares

### The Art Of War(12" - 1982)
1. The Art Of War
2. La Vie Dans La Nuit
3. Youth Sentiment
4. Autumn

### Siglo XX(Mini-LP - 1983)
1. Answer
2. After The Dream
3. The Room
4. Until A Day
5. Endless Corridor
6. Dreams Of Pleasure

### Dreams Of Pleasure(12" - 1983)
1. Dreams Of Pleasure
2. In The Garden
3. Silent House

### In The Garden(7" - 1984)
1. In The Garden
2. Silent House

### Some Have a Laughter(2 LP - 1984)

#### Side 1
1. Some Have A Laughter
2. Guilt And Desire
3. Moving Creatures
4. Babies On A Battlefield
5. The Fiddle

#### Side 2
1. Fools
2. Obsession
3. Whispers
4. The Room
5. Birds
6. Into The Dark
7. Progress
8. The Beginning
9. The Art Of War

### Re-Released 1980-1982(LP - 1984)
1. The Naked And The Death
2. The Art Of War
3. Lines Of Hope
4. Youth Sentiment
5. Obsession
6. Factory
7. La Vie Dans La Nuit
8. Individuality
9. Autumn
10. Caraibian Nightmare
11. The Fall

### It's All Over Now(12" - 1986)
1. It's All Over Now
2. Fear
3. Babies On A Battlefield
4. Death Row

### Till The End Of The Night(12" - 1987)
1. The End Of The Night
2. Deadman's Cave
3. The Beginning

### Flowers For The Rebels(LP + CD - 1987)
1. Sister In The Rain
2. Fear
3. No One Is Innocent
4. Afraid To Tell
5. Sister Suicide
6. Till The Act Is Done
7. Shadows
8. Flesh And Blood
9. Ride
10. The End Of The Night
11. Dead Man's Cave
12. The Beginning

### View Of The Weird(12" - 1987)
1. View Of The Weird
2. Silent Crowd

### Antler Tracks I(CD - 1987)
1. Answer
2. After The Dream
3. The Room
4. Until A Day
5. Endless Corridor
6. Dreams Of Pleasure
7. Some Have A Laughter
8. Guilt And Desire
9. Moving Creatures
10. Babies On A Battlefield
11. The Fiddle
12. It's All Over Now
13. Fear
14. Babies On A Battlefield
15. Death Row

### Antler Tracks II(CD - 1987)
1. The Naked And The Death
2. Lines Of Hope
3. Individuality
4. Obsession
5. Factory
6. Caraibean Nightmares
7. The Art Of War
8. La Vie Dans La Nuit
9. Youth Sentiment
10. Autumn
11. Dreams Of Pleasure
12. In The Garden
13. Silent House
14. The Room (live)
15. Into The Dark (live)
16. Progress (live)
17. The Beginning (live)
18. The Art Of War (live)

### Fear And Desire(LP + CD - 1988)
1. Fear And Desire
2. Everything Is On Fire
3. Lost In Violence
4. Sorrow And Pain
5. 35 Poems
6. On The Third Day
7. My Sister Called Silence
8. The Pain Came

### Summers Die(12" - 1989)
1. Summers Die
2. Waiting For A Friend

### Under A Purple Sky(LP + CD - 1989)
1. Baby Divine
2. When Will It Be Me
3. I Send You My Tears
4. Untouchable Flame
5. Body Meets Body
6. Alice
7. Vanity Lane
8. City In Dust

### 1980-1986(CD - 2006)
1. The Naked And The Death
2. Individuality
3. Obsession
4. La Vie Dans La Nuit
5. Autumn
6. Until A Day
7. Endless Corridor
8. Dreams Of Pleasure
9. In The Garden
10. Silent House
11. Some Have A Laughter
12. Guilt And Desire
13. Babies On A Battlefield
14. It's All Over Now
15. The Room (live)
16. The Beginning (Live)
17. The Art Of War (Live)

### Siglo XX(LP - 2010)
1. A1 Whispers
2. A2 Fall
3. A3 Obsession
4. A4 Future
5. A5 Factory
6. A6 Calculated Mistakes
7. B1 Good News
8. B2 Progress
9. B3 Caraïbean Nightmares
10. B4 No Communication
11. B5 Into The Dark